# Departamento General Pedernera
Das Departamento General Pedernera liegt im Osten der Provinz San Luis im westlichen Zentrum Argentiniens und ist eine von 9 Verwaltungseinheiten der Provinz. 
Es grenzt im Norden an die Departamentos Coronel Pringles und Chacabuco, im Osten an die Provinz Córdoba, im Süden an das Departamento Gobernador Dupuy und im Westen an das Departamento Juan Martín de Pueyrredón. 
Die Hauptstadt des Departamento General Pedernera ist Villa Mercedes.

## Bevölkerung
Nach Schätzungen des INDEC stieg die Einwohnerzahl von 110.814 Einwohnern (2001) auf 132.474 Einwohner im Jahre 2005.
Koordinaten: 33° 42′ S, 65° 30′ W